# Organiste nègre
Euphonia cayennensis
Espèce
Statut de conservation UICN

 LC  : Préoccupation mineure
L'Organiste nègre (Euphonia cayennensis) est une espèce d'oiseau de la famille des Fringillidae.

## Systématique
Le nom scientifique complet (avec auteur) de ce taxon est Euphonia cayennensis (J.F.Gmelin, 1789).
L'espèce a été initialement classée dans le genre Tanagra sous le protonyme Tanagra cayennensis Gmelin, 1789.
Ce taxon porte en français le nom vernaculaire ou normalisé suivant : Organiste nègre,.
Euphonia cayennensis a pour synonyme :
- Tanagra cayennensis Gmelin, 1789